# کلینکس

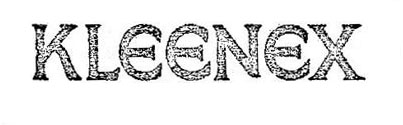
نشان تجاری کلینکس در سال ۱۹۲۵

کلینِکس (به انگلیسی: Kleenex)، یک نام تجاری برای محصولات آرایشی و بهداشتی است که بر پایهٔ کاغذ تولید می‌شوند؛ مانند دستمال کاغذی، دستمال حمام، حولهٔ کاغذی و پوشک بچه.
نام تجاری کلینکس توسط شرکت کیمبرلی-کلارک ثبت شده‌است. محصولات کلینکس در ۳۰ کشور جهان تولید می‌شود و در بیش از ۱۷۰ کشور به‌فروش می‌رسد.
اولین دستمال کاغذی کلینکس در سال ۱۹۲۴ تولید شد. در ایالات متحدهٔ آمریکا معروفیت این نام در حدی است که غالباً برای هر نوع دستمال کاغذی، صرف‌نظر از نشان تجاری آن، از واژهٔ کلینکس استفاده می‌شود و در بسیاری از لغتنامه‌ها، مانند فرهنگ انگلیسی مریام-وبستر و فرهنگ انگلیسی آکسفورد، این لغت وجود دارد.

## تغییر کاربرد
با وجود فروش بالای ‌این محصول، شرکت کیمبرلی کلارک در اواخر دهه ۱۹۳۰ برای یافتن دلایل محبوبیت‌این برند، تحقیقات گسترده‌ای انجام داد. نتیجه‌ این تحقیقات نشان داد که تعداد زیادی از مشتریان، به دلیل قیمت پایین کلینکس، از‌این محصول در دوران سرماخوردگی استفاده می‌کنند.
بنابراین مورد مصرف ‌این دستمال‌های کاغذی، از پاک کننده لوازم آرایش به دستمال دست دور انداختنی تغییر یافت. شعار تبلیغاتی آن نیز که «پاک‌کننده بهداشتی کلد کرم» بود به «دستمال دستی که می‌توانید دور بیندازید» تبدیل شد.‌این کاربرد دستمال کاغذی توسط خود مردم ابداع شده بود، ولی کلینکس اولین نام تجاری بود که روی آن سرمایه‌گذاری کرد. آگهی تبلیغاتی بعدی دستمال کاغذی در ۱۹۲۶ با این شعار منتشر شد: «سرماخوردگی را در جیب خود حمل نکنید». 